# Ніфуроксазид
Ніфуроксазид — синтетичний антибіотик з групи нітрофуранів для перорального застосування. Уперше ніфуроксазид був зареєстрований у Франції у 1964 році під торговою назвою «Ерцефурил».

## Фармакологічні властивості
Ніфуроксазид — синтетичний антибіотик з групи нітрофуранів широкого спектра дії. Препарат має як бактерицидну, так і бактеріостатичну дію, що залежить від концентрації препарату та виду збудника. Механізм дії ніфуроксазиду полягає у гальмуванні активності дегідрогеназ і пригніченні дихальних циклів мікробних клітин та порушенні синтезу білків у клітинах патогенних бактерій. До ніфуроксазиду чутливі такі збудники: стафілококи, стрептококи, Escherichia coli, Enterobacter spp., сальмонели, клебсієли, клостридії, шигели, єрсинії, Vibrio cholerae, Proteus spp., Serratia spp. До ніфуроксазиду нечутливі бактерії роду Pseudomonas, а також Proteus inconstans, Providencia alcalifaciens. У терапевтичних дозах препарат не порушує нормальної мікрофлори кишки. Препарат не має прямої противірусної дії, але запобігає розвитку бактеріальної суперінфекції при вірусних інфекціях кишки. Ніфуроксазид практично не всмоктується з шлунково-кишкового тракту, в крові препарат не визначається. Ніфуроксазид створює високі концентрації виключно в просвіті кишки. В інших органах та рідинах препарат не визначається. Виводиться ніфуроксазид з організму з калом у незміненому вигляді, період напіввиведення не досліджений.

## Показання до застосування
Ніфуроксазид застосовується при гострих ентероколітах інфекційного генезу, хронічному коліті, комплексному лікуванні дисбіозу в дітей та дорослих.

## Побічна дія
При застосуванні ніфуроксазиду рідко спостерігаються наступні побічні ефекти: нудота, біль у животі, посилення діареї, висипання на шкірі, свербіж шкіри, бронхоспазм або інші алергічні реакції.

## Протипоказання
Ніфуроксазид протипоказаний при підвищеній чутливості до нітрофуранів, дітям до 1 місяця, недоношеним дітям. Препарат у формі суспензії протипоказаний при цукровому діабеті. Ніфуроксазид з обережністю призначають при вагітності та годуванні грудьми.

## Форми випуску
Ніфуроксазид випускається у вигляді 4 % суспензії для прийому всередину по 90 мл та таблеток по 200 чи 100 мг.

## Взаємодія з іншими лікарськими засобами
- Під час лікування ніфуроксазидом не можна вживати алкогольні напої через можливість розвитку дисульфірамоподібної реакції, яка проявляється загостренням діареї, болями у животі, блюванням.
- Слід уникати одночасного прийому інших пероральних лікарських засобів через сильні адсорбційні властивості ніфуроксазиду.